# 龍泉寺 (我孫子市)
龍泉寺（りゅうせんじ）は、千葉県我孫子市にある真言宗豊山派の寺院。

## 概略と沿革
創建年代は不明だが、延暦年間に空海が波切不動尊を安置したのが始まりとされる。元々は中里村（現・我孫子市中里）にあったという。
1302年（延慶2年）、亀山天皇第六皇子の聖雲法親王（遍智院宮）が相馬巡錫の途次、当寺に留庵したと伝わる。
承平天慶の乱を始め、数々の戦乱で伽藍が焼失するなどしたが、天文年間（1532年-1555年）、永楽法印によって現在地に移転した。
1855年（安政2年）年、安政の大地震により堂宇や古文書を焼失。
1889年（明治22年）、湖北尋常小学校（湖北小学校の前身）が境内に開設され、1955年（昭和30年）には湖北保育園が併設されている。
1954年（昭和29年）、東京・寛永寺の山内塔頭（子院）である凌雲院が、国立西洋美術館の建設のため取り壊されることになり、1832年（天保3年）築の本堂を当寺の本堂として移築。山門は大正年間（1912～26年）に築造された東京・観智院の門を移築。
1960年（昭和35年）に庫裏、1972年（昭和47年）に本堂内陣がそれぞれ増築された。

## 交通アクセス
- JR東日本湖北駅より徒歩5分。